# Mistrovství Jižní Ameriky ve fotbale 1916
Mistrovství Jižní Ameriky ve fotbale 1916 bylo první mistrovství pořádané fotbalovou asociací CONMEBOL. Vítězem se stala Uruguayská fotbalová reprezentace.

## Tabulka
| Tým       | Z | V | R | P | VG | IG | +/- | B |
| --------- | - | - | - | - | -- | -- | --- | - |
| Uruguay   | 3 | 2 | 1 | 0 | 6  | 1  | +5  | 5 |
| Argentina | 3 | 1 | 2 | 0 | 7  | 2  | +5  | 4 |
| Brazílie  | 3 | 0 | 2 | 1 | 3  | 4  | -1  | 2 |
| Chile     | 3 | 0 | 1 | 2 | 2  | 11 | -9  | 1 |

## Zápasy
| 2. července 1916                    |     |       |                                                                  |
| Uruguay                             | 4–0 | Chile | Estadio G.E.B.A., Buenos Aires rozhodčí: Hugo Gronda (Argentina) |
| Piendibene 44', 75' Gradín 55', 70' |     |       | Estadio G.E.B.A., Buenos Aires rozhodčí: Hugo Gronda (Argentina) |

| 6. července 1916                                                      |     |          |                                                                 |
| Argentina                                                             | 6–1 | Chile    | Estadio G.E.B.A., Buenos Aires rozhodčí: Sidney Pullen (Brazil) |
| Ohaco 2', 75' J.D. Brown 60' (pen.), 62' (pen.) Marcovecchio 67', 81' |     | Báez 44' | Estadio G.E.B.A., Buenos Aires rozhodčí: Sidney Pullen (Brazil) |

| 8. července 1916 |     |             |                                                                |
| Brazílie         | 1–1 | Chile       | Estadio G.E.B.A., Buenos Aires rozhodčí: León Peyrou (Uruguay) |
| Demósthenes 29'  |     | Salazar 85' | Estadio G.E.B.A., Buenos Aires rozhodčí: León Peyrou (Uruguay) |

| 10. července 1916 |     |             |                                                               |
| Argentina         | 1–1 | Brazílie    | Estadio G.E.B.A., Buenos Aires rozhodčí: Carlos Fanta (Chile) |
| Laguna 10'        |     | Alencar 23' | Estadio G.E.B.A., Buenos Aires rozhodčí: Carlos Fanta (Chile) |

| 12. července 1916      |     |                 |                                                               |
| Uruguay                | 2–1 | Brazílie        | Estadio G.E.B.A., Buenos Aires rozhodčí: Carlos Fanta (Chile) |
| Gradín 58' Tognola 77' |     | Friedenreich 8' | Estadio G.E.B.A., Buenos Aires rozhodčí: Carlos Fanta (Chile) |

| 17. července 1916 |     |         |                                                                |
| Argentina         | 0–0 | Uruguay | Estadio Racing Club, Avellaneda rozhodčí: Carlos Fanta (Chile) |
|                   |     |         | Estadio Racing Club, Avellaneda rozhodčí: Carlos Fanta (Chile) |